# Siegfried I van Spanheim
Siegfried I van Spanheim (ca. 1000 - in Bulgarije, 5 juli 1065) was een belangrijke edelman uit Karinthië en markgraaf van de Hongaarse mark (ongeveer het huidige Neder-Oostenrijk).
Siegfried was graaf van Sponheim en in het Pustertal. Door zijn huwelijk verwierf hij grote bezittingen in Karinthië en in Beierse Oostmark. Ook kreeg hij grote schenkingen van keizer Hendrik III. In 1045 werd Siegfried benoemd tot markgraaf van de Hongaarse mark. In 1064 nam hij deel aan een massale pelgrimstocht naar Jeruzalem die werd ondernomen omdat het einde van de wereld werd voorspeld. Op de terugweg overleed Siegfried in Bulgarije. Hij werd in Bulgarije begraven maar rond het jaar 1100 herbegraven in de abdij in Sankt Paul im Lavanttal.
Siegfried was zoon van Eberhard van Spanheim. Eberhard was graaf van Sponheim en stichtte daar een kerk, in 996 volgde hij Otto I van Karinthië uit het Rijnland naar Karinthië en werd daar graaf van Leoben (stad). Siegfried trouwde met Richgard (ca. 1010 - Santiago de Compostella, 9 juli 1072). Richgard werd begraven in Sponheim maar rond het jaar 1100 herbegraven in de abdij in Sankt Paul im Lavanttal. Siegfried en Richgard kregen de volgende kinderen:
- Engelbert I van Spanheim
- Hartwig (ovl. 17 juni 1126), 1056 kanunnik van de dom van Mainz, 1079 proost van de kathedraal van Erfurt en aartsbisschop van Maagdenburg. De functie van aartsbisschop bekleedde hij tot 1102, vermoedelijk moest hij zijn functie toen door politieke omstandigheden opgeven want hij was in benoemd door tegenkoning Rudolf van Rheinfelden.
- een dochter, gehuwd met Zeizolf van Osterwitz
- Herman (ovl. 1118), burggraaf en voogd van Maagdenburg. Zijn dochter Richgrad trouwde met Rodolf van Stade

Bekende voorouders van Richgard zijn:
- Engelbert IV, gehuwd met Liutgard (ca. 995 - voor 1039). Graaf van de Inngau, het Norital (bij de Inn) en het Pustertal, voogd van de dom van Salzburg.
  - Engelbert III van de Chiemgau (ca. 960 - 9 juni 1020), gehuwd met Adela
    - Sieghard IV van de Chiemgau (ca. 920 - 26 september 980), gehuwd met Willa. Heer van de burcht van Melk die rond 960 op de Hongaren was veroverd. Steunde Hendrik II van Beieren (hertog) en verloor daardoor zijn positie. Hij werd door Leopold I van Oostenrijk uit Melk verdreven. Siegfried verzoende zich blijkbaar met keizer Otto II want hij was een van zijn gezanten in Rome.
      - Sieghard III van de Chiemgau (ca. 900 - ca. 960)
        - Sieghard II van de opper-Salzburggau (ca. 880 - 916/923)
          - Sieghard I aan de Sempt (ca. 845 - 10 oktober 906)
            - Sieghard II van de Kraichgau

      - Bernhard, gehuwd met Engilrath
        - Odalbert (ca. 870 - 14 november 935), gehuwd met Rihni (mogelijk nicht van Luitpold van Karinthië); aartsbisschop van Salzburg; ouders van Bernhard.